# Éliminatoires de la Coupe du monde de football 2014, zone Europe, groupe G
Cet article donne les résultats des matches du groupe G de la zone Europe du tour préliminaire de la coupe du monde de football 2014.

## Classement
| Rang | Équipe             | Pts | J  | G | N | P | Bp | Bc | Diff |  | Résultats (▼ dom., ► ext.) |     |     |     |     |     |     |
| ---- | ------------------ | --- | -- | - | - | - | -- | -- | ---- |  | -------------------------- | --- | --- | --- | --- | --- | --- |
| 1    | Bosnie-Herzégovine | 25  | 10 | 8 | 1 | 1 | 30 | 6  | +24  |  | Bosnie-Herzégovine         |     | 3-1 | 0-1 | 3-0 | 4-1 | 4-1 |
| 2    | Grèce              | 25  | 10 | 8 | 1 | 1 | 12 | 4  | +8   |  | Grèce                      | 0-0 |     | 1-0 | 2-0 | 1-0 | 2-0 |
| 3    | Slovaquie          | 13  | 10 | 3 | 4 | 3 | 11 | 10 | +1   |  | Slovaquie                  | 1-2 | 0-1 |     | 1-1 | 2-1 | 2-0 |
| 4    | Lituanie           | 11  | 10 | 3 | 2 | 5 | 9  | 11 | -2   |  | Lituanie                   | 0-1 | 0-1 | 1-1 |     | 2-0 | 2-0 |
| 5    | Lettonie           | 8   | 10 | 2 | 2 | 6 | 10 | 20 | -10  |  | Lettonie                   | 0-5 | 1-2 | 2-2 | 2-1 |     | 2-0 |
| 6    | Liechtenstein      | 2   | 10 | 0 | 2 | 8 | 4  | 25 | -21  |  | Liechtenstein              | 1-8 | 0-1 | 1-1 | 0-2 | 1-1 |     |

- Le Liechtenstein est éliminé à la suite de sa défaite (0-1) face à la Grèce, le 6 septembre 2013.
- La Lituanie est éliminée à la suite de sa défaite (2-1) en Lettonie conjuguée à la victoire des Grecs au Liechtenstein, le 6 septembre 2013.
- La Lettonie est éliminée à la suite de sa défaite (1-0) en Grèce, le 10 septembre 2013.
- La Slovaquie est éliminée à la suite de sa défaite (1-2) face à la Bosnie-Herzégovine, le 10 septembre 2013.

## Résultats et calendrier
Le calendrier du groupe G a été décidé lors d'une réunion entre les délégations des six équipes le 18 novembre 2011 à Bratislava.
| 1re journée                  | Liechtenstein     | 1 – 8   | Bosnie-Herzégovine                                           | Rheinpark Stadion, Vaduz                   |                                            |
| 7 septembre 2012 19:00 UTC+2 | Christen (en) 60e | (0 - 4) | 26e 31e Misimović · 33e 39e 82e Ibišević · 46e 64e 80e Džeko | Spectateurs : 5 900 Arbitrage : Marco Borg | Spectateurs : 5 900 Arbitrage : Marco Borg |
| 7 septembre 2012 19:00 UTC+2 | Rapport           |         |                                                              | Spectateurs : 5 900 Arbitrage : Marco Borg | Spectateurs : 5 900 Arbitrage : Marco Borg |

|             | Lituanie     | 1 – 1   | Slovaquie  | LFF Stadium, Vilnius                                   |                                                        |
| 21:15 UTC+3 | Žaliūkas 18e | (1 - 1) | 41e Sapara | Spectateurs : 4 000 Arbitrage : Carlos Clos Gómez (en) | Spectateurs : 4 000 Arbitrage : Carlos Clos Gómez (en) |
| 21:15 UTC+3 | Rapport      |         |            | Spectateurs : 4 000 Arbitrage : Carlos Clos Gómez (en) | Spectateurs : 4 000 Arbitrage : Carlos Clos Gómez (en) |

|             | Lettonie         | 1 – 2   | Grèce                       | Skonto stadions, Riga                      |                                            |
| 21:30 UTC+3 | Cauņa 41e (pen.) | (1 - 0) | 57e Spyrópoulos · 69e Gekas | Spectateurs : 7 956 Arbitrage : Ivan Bebek | Spectateurs : 7 956 Arbitrage : Ivan Bebek |
| 21:30 UTC+3 | Rapport          |         |                             | Spectateurs : 7 956 Arbitrage : Ivan Bebek | Spectateurs : 7 956 Arbitrage : Ivan Bebek |

| 2e journée                    | Bosnie-Herzégovine                                  | 4 – 1   | Lettonie  | Stade Bilino Polje, Zenica                     |                                                |
| 11 septembre 2012 20:00 UTC+2 | Misimović 12e (pen.) 54e · Pjanić 44e · Džeko 90+2e | (2 - 1) | 5e Gorkšs | Spectateurs : 11 900 Arbitrage : Deniz Aytekin | Spectateurs : 11 900 Arbitrage : Deniz Aytekin |
| 11 septembre 2012 20:00 UTC+2 | Rapport                                             |         |           | Spectateurs : 11 900 Arbitrage : Deniz Aytekin | Spectateurs : 11 900 Arbitrage : Deniz Aytekin |

|             | Slovaquie                | 2 – 0   | Liechtenstein | Stade Pasienky, Bratislava                           |                                                      |
| 20:15 UTC+2 | Sapara 37e · Jakubko 79e | (1 - 0) |               | Spectateurs : 4 326 Arbitrage : Simon Lee Evans (it) | Spectateurs : 4 326 Arbitrage : Simon Lee Evans (it) |
| 20:15 UTC+2 | Rapport                  |         |               | Spectateurs : 4 326 Arbitrage : Simon Lee Evans (it) | Spectateurs : 4 326 Arbitrage : Simon Lee Evans (it) |

|             | Grèce                     | 2 – 0   | Lituanie | Stade Karaïskaki, Le Pirée                     |                                                |
| 21:45 UTC+3 | Nínis 55e · Mítroglou 72e | (0 - 0) |          | Spectateurs : 21 466 Arbitrage : Mark Courtney | Spectateurs : 21 466 Arbitrage : Mark Courtney |
| 21:45 UTC+3 | Rapport                   |         |          | Spectateurs : 21 466 Arbitrage : Mark Courtney | Spectateurs : 21 466 Arbitrage : Mark Courtney |

| 3e journée                  | Liechtenstein | 0 – 2   | Lituanie           | Rheinpark Stadion, Vaduz                      |                                               |
| 12 octobre 2012 19:30 UTC+2 |               | (0 - 0) | 50e 74e Česnauskis | Spectateurs : 1 112 Arbitrage : Slavko Vinčić | Spectateurs : 1 112 Arbitrage : Slavko Vinčić |
| 12 octobre 2012 19:30 UTC+2 | Rapport       |         |                    | Spectateurs : 1 112 Arbitrage : Slavko Vinčić | Spectateurs : 1 112 Arbitrage : Slavko Vinčić |

|             | Slovaquie                    | 2 – 1   | Lettonie                | Stade Pasienky, Bratislava                     |                                                |
| 20:15 UTC+2 | Hamšík 5e (pen.) · Sapara 9e | (2 - 0) | 84e (pen.) Verpakovskis | Spectateurs : 4 012 Arbitrage : Danny Makkelie | Spectateurs : 4 012 Arbitrage : Danny Makkelie |
| 20:15 UTC+2 | Rapport                      |         |                         | Spectateurs : 4 012 Arbitrage : Danny Makkelie | Spectateurs : 4 012 Arbitrage : Danny Makkelie |

|             | Grèce   | 0 – 0 | Bosnie-Herzégovine | Stade Karaïskaki, Le Pirée                           |                                                      |
| 21:45 UTC+3 |         |       |                    | Spectateurs : 26 211 Arbitrage : Antonio Damato (en) | Spectateurs : 26 211 Arbitrage : Antonio Damato (en) |
| 21:45 UTC+3 | Rapport |       |                    | Spectateurs : 26 211 Arbitrage : Antonio Damato (en) | Spectateurs : 26 211 Arbitrage : Antonio Damato (en) |

| 4e journée                  | Bosnie-Herzégovine                    | 3 – 0   | Lituanie | Stade Bilino Polje, Zenica                             |                                                        |
| 16 octobre 2012 20:00 UTC+2 | Ibišević 29e · Džeko 35e · Pjanić 41e | (3 - 0) |          | Spectateurs : 11 920 Arbitrage : Miroslav Zelinka (en) | Spectateurs : 11 920 Arbitrage : Miroslav Zelinka (en) |
| 16 octobre 2012 20:00 UTC+2 | Rapport                               |         |          | Spectateurs : 11 920 Arbitrage : Miroslav Zelinka (en) | Spectateurs : 11 920 Arbitrage : Miroslav Zelinka (en) |

|             | Lettonie                 | 2 – 0   | Liechtenstein | Skonto stadions, Riga                         |                                               |
| 20:00 UTC+3 | Kamešs 29e · Gauračs 77e | (1 - 0) |               | Spectateurs : 3 500 Arbitrage : Istvan Kovacs | Spectateurs : 3 500 Arbitrage : Istvan Kovacs |
| 20:00 UTC+3 | Rapport                  |         |               | Spectateurs : 3 500 Arbitrage : Istvan Kovacs | Spectateurs : 3 500 Arbitrage : Istvan Kovacs |

|             | Slovaquie | 0 – 1   | Grèce           | Stade Pasienky, Bratislava                     |                                                |
| 20:30 UTC+2 |           | (0 - 0) | 63e Salpingídis | Spectateurs : 7 494 Arbitrage : William Collum | Spectateurs : 7 494 Arbitrage : William Collum |
| 20:30 UTC+2 | Rapport   |         |                 | Spectateurs : 7 494 Arbitrage : William Collum | Spectateurs : 7 494 Arbitrage : William Collum |

| 5e journée               | Liechtenstein | 1 – 1   | Lettonie  | Rheinpark Stadion, Vaduz                     |                                              |
| 22 mars 2013 19:30 UTC+1 | Polverino 17e | (1 - 1) | 30e Cauņa | Spectateurs : 1 150 Arbitrage : Kevin Clancy | Spectateurs : 1 150 Arbitrage : Kevin Clancy |
| 22 mars 2013 19:30 UTC+1 | Rapport       |         |           | Spectateurs : 1 150 Arbitrage : Kevin Clancy | Spectateurs : 1 150 Arbitrage : Kevin Clancy |

|             | Slovaquie   | 1 – 1   | Lituanie   | Stade Pod Dubňom, Žilina                       |                                                |
| 20:10 UTC+1 | Jakubko 40e | (1 - 1) | 19e Šernas | Spectateurs : 4 560 Arbitrage : Michael Oliver | Spectateurs : 4 560 Arbitrage : Michael Oliver |
| 20:10 UTC+1 | Rapport     |         |            | Spectateurs : 4 560 Arbitrage : Michael Oliver | Spectateurs : 4 560 Arbitrage : Michael Oliver |

|             | Bosnie-Herzégovine           | 3 – 1   | Grèce       | Stade Bilino Polje, Zenica                     |                                                |
| 20:45 UTC+1 | Džeko 29e 53e · Ibišević 36e | (2 - 0) | 90+3e Gekas | Spectateurs : 11 100 Arbitrage : Bjorn Kuipers | Spectateurs : 11 100 Arbitrage : Bjorn Kuipers |
| 20:45 UTC+1 | Rapport                      |         |             | Spectateurs : 11 100 Arbitrage : Bjorn Kuipers | Spectateurs : 11 100 Arbitrage : Bjorn Kuipers |

| 6e journée              | Lettonie | 0 – 5   | Bosnie-Herzégovine                                                 | Skonto stadions, Riga                        |                                              |
| 7 juin 2013 19:30 UTC+3 |          | (0 - 0) | 48e Lulić · 53e Ibišević · 63e Medunjanin · 80e Pjanić · 82e Džeko | Spectateurs : 7 700 Arbitrage : Michael Dean | Spectateurs : 7 700 Arbitrage : Michael Dean |
| 7 juin 2013 19:30 UTC+3 | Rapport  |         |                                                                    | Spectateurs : 7 700 Arbitrage : Michael Dean | Spectateurs : 7 700 Arbitrage : Michael Dean |

|             | Liechtenstein | 1 – 1   | Slovaquie  | Rheinpark Stadion, Vaduz                                  |                                                           |
| 20:00 UTC+2 | Büchel 13e    | (1 - 0) | 73e Ďurica | Spectateurs : 1 623 Arbitrage : Martin Strömbergsson (en) | Spectateurs : 1 623 Arbitrage : Martin Strömbergsson (en) |
| 20:00 UTC+2 | Rapport       |         |            | Spectateurs : 1 623 Arbitrage : Martin Strömbergsson (en) | Spectateurs : 1 623 Arbitrage : Martin Strömbergsson (en) |

|             | Lituanie | 0 – 1   | Grèce                  | LFF Stadium, Vilnius                                 |                                                      |
| 21:45 UTC+3 |          | (0 - 1) | 20e Christodoulópoulos | Spectateurs : 4 500 Arbitrage : Olegário Benquerença | Spectateurs : 4 500 Arbitrage : Olegário Benquerença |
| 21:45 UTC+3 | Rapport  |         |                        | Spectateurs : 4 500 Arbitrage : Olegário Benquerença | Spectateurs : 4 500 Arbitrage : Olegário Benquerença |

| 7e journée                   | Lettonie                   | 2 – 1   | Lituanie         | Skonto stadions, Riga                                     |                                                           |
| 6 septembre 2013 21:10 UTC+3 | Bulvītis 20e · Zjuzins 42e | (2 - 1) | 44e Matulevičius | Spectateurs : 7 306 Arbitrage : Sébastien Delferière (en) | Spectateurs : 7 306 Arbitrage : Sébastien Delferière (en) |
| 6 septembre 2013 21:10 UTC+3 | Rapport                    |         |                  | Spectateurs : 7 306 Arbitrage : Sébastien Delferière (en) | Spectateurs : 7 306 Arbitrage : Sébastien Delferière (en) |

|             | Bosnie-Herzégovine | 0 – 1   | Slovaquie    | Stade Bilino Polje, Zenica                      |                                                 |
| 20:15 UTC+2 |                    | (0 - 0) | 77e Pečovský | Spectateurs : 11 620 Arbitrage : Nicola Rizzoli | Spectateurs : 11 620 Arbitrage : Nicola Rizzoli |
| 20:15 UTC+2 | Rapport            |         |              | Spectateurs : 11 620 Arbitrage : Nicola Rizzoli | Spectateurs : 11 620 Arbitrage : Nicola Rizzoli |

|             | Liechtenstein | 0 – 1   | Grèce         | Rheinpark Stadion, Vaduz                               |                                                        |
| 20:45 UTC+2 |               | (0 - 0) | 72e Mítroglou | Spectateurs : 2 680 Arbitrage : Stanislav Todorov (en) | Spectateurs : 2 680 Arbitrage : Stanislav Todorov (en) |
| 20:45 UTC+2 | Rapport       |         |               | Spectateurs : 2 680 Arbitrage : Stanislav Todorov (en) | Spectateurs : 2 680 Arbitrage : Stanislav Todorov (en) |

| 8e journée                    | Slovaquie  | 1 – 2   | Bosnie-Herzégovine          | Stade Pod Dubňom, Žilina                                      |                                                               |
| 10 septembre 2013 20:15 UTC+2 | Hamšík 42e | (1 - 0) | 70e Bičakčić · 78e Hajrović | Spectateurs : 9 438 Arbitrage : David Fernández Borbalán (en) | Spectateurs : 9 438 Arbitrage : David Fernández Borbalán (en) |
| 10 septembre 2013 20:15 UTC+2 | Rapport    |         |                             | Spectateurs : 9 438 Arbitrage : David Fernández Borbalán (en) | Spectateurs : 9 438 Arbitrage : David Fernández Borbalán (en) |

|             | Lituanie                         | 2 – 0   | Liechtenstein | Arvi Arena (en), Marijampolė                   |                                                |
| 18:30 UTC+3 | Matulevičius 18e · Kijanskas 40e | (2 - 0) |               | Spectateurs : 1 955 Arbitrage : Lasha Silagava | Spectateurs : 1 955 Arbitrage : Lasha Silagava |
| 18:30 UTC+3 | Rapport                          |         |               | Spectateurs : 1 955 Arbitrage : Lasha Silagava | Spectateurs : 1 955 Arbitrage : Lasha Silagava |

|             | Grèce           | 1 – 0   | Lettonie | Stade Karaïskaki, Le Pirée                          |                                                     |
| 21:45 UTC+3 | Salpingídis 58e | (0 - 0) |          | Spectateurs : 18 983 Arbitrage : Kristinn Jakobsson | Spectateurs : 18 983 Arbitrage : Kristinn Jakobsson |
| 21:45 UTC+3 | Rapport         |         |          | Spectateurs : 18 983 Arbitrage : Kristinn Jakobsson | Spectateurs : 18 983 Arbitrage : Kristinn Jakobsson |

| 9e journée                  | Grèce            | 1 – 0   | Slovaquie | Stade Karaïskaki, Le Pirée |                           |
| 11 octobre 2013 21:45 UTC+3 | Škrtel 44e (csc) | (1 - 0) |           | Arbitrage : Deniz Aytekin  | Arbitrage : Deniz Aytekin |

|             | Bosnie-Herzégovine                           | 4 – 1   | Liechtenstein | Stade Bilino Polje, Zenica   |                              |
| 20:00 UTC+2 | Džeko 27e 39e · Misimović 34e · Ibišević 38e | (4 - 0) | 61e Hasler    | Arbitrage : Richard Liesveld | Arbitrage : Richard Liesveld |

|             | Lituanie                         | 2 – 0   | Lettonie | LFF Stadium, Vilnius      |                           |
| 18:30 UTC+3 | Cernych (en) 7e · Mikoliūnas 68e | (1 - 0) |          | Arbitrage : Petur Reinert | Arbitrage : Petur Reinert |

| 10e journée                 | Lituanie | 0–1   | Bosnie-Herzégovine | Stade S.-Darius-et-S.-Girėnas, Kaunas |                          |
| 15 octobre 2013 20:00 UTC+3 |          | (0–0) | Ibisevic 68e       | Arbitrage : Felix Zwayer              | Arbitrage : Felix Zwayer |

|             | Grèce                           | 2–0   | Liechtenstein | Stade Karaïskaki, Le Pirée                      |                                                 |
| 20:00 UTC+3 | Salpingidis 7e · Karagounis 81e | (1–0) |               | Spectateurs : 186 676 Arbitrage : Libor Kovařík | Spectateurs : 186 676 Arbitrage : Libor Kovařík |

|             | Lettonie              | 2–2   | Slovaquie               | Skonto stadions, Riga                             |                                                   |
| 21:10 UTC+3 | Sabala 47e · Rode 92e | (0–2) | Jakubko 9e · Salata 16e | Spectateurs : 3 813 Arbitrage : Yevhen Aranovskiy | Spectateurs : 3 813 Arbitrage : Yevhen Aranovskiy |

## Buteurs
Dernière mise à jour : 17 juin 2013
| Pos | Joueur                     | Pays               | Buts |
| --- | -------------------------- | ------------------ | ---- |
| 1   | Edin Džeko                 | Bosnie-Herzégovine | 10   |
| 2   | Vedad Ibišević             | Bosnie-Herzégovine | 8    |
| 3   | Zvjezdan Misimović         | Bosnie-Herzégovine | 5    |
| 4   | Marek Sapara               | Slovaquie          | 3    |
| 4   | Miralem Pjanić             | Bosnie-Herzégovine | 3    |
| 6   | Theofánis Ghékas           | Grèce              | 2    |
| 6   | Aleksandrs Cauņa           | Lettonie           | 2    |
| 6   | Edgaras Česnauskis         | Lituanie           | 2    |
| 6   | Martin Jakubko             | Slovaquie          | 2    |
| 10  | Senad Lulić                | Bosnie-Herzégovine | 1    |
| 10  | Haris Medunjanin           | Bosnie-Herzégovine | 1    |
| 10  | Níkos Spyrópoulos          | Grèce              | 1    |
| 10  | Sotíris Nínis              | Grèce              | 1    |
| 10  | Konstantínos Mítroglou     | Grèce              | 1    |
| 10  | Dimítris Salpingídis       | Grèce              | 1    |
| 10  | Lázaros Christodoulópoulos | Grèce              | 1    |
| 10  | Kaspars Gorkšs             | Lettonie           | 1    |
| 10  | Māris Verpakovskis         | Lettonie           | 1    |
| 10  | Vladimirs Kamešs           | Lettonie           | 1    |
| 10  | Edgars Gauračs             | Lettonie           | 1    |
| 10  | Mathias Christen           | Liechtenstein      | 1    |
| 10  | Michele Polverino          | Liechtenstein      | 1    |
| 10  | Martin Büchel              | Liechtenstein      | 1    |
| 10  | Marius Žaliūkas            | Lituanie           | 1    |
| 10  | Darvydas Šernas            | Lituanie           | 1    |
| 10  | Marek Hamšík               | Slovaquie          | 1    |
| 10  | Ján Ďurica                 | Slovaquie          | 1    |